# Andriandampy
Andriandampy est une commune urbaine malgache située dans la partie nord de la région d'Anosy.